# Chất đẩy Hypergolic

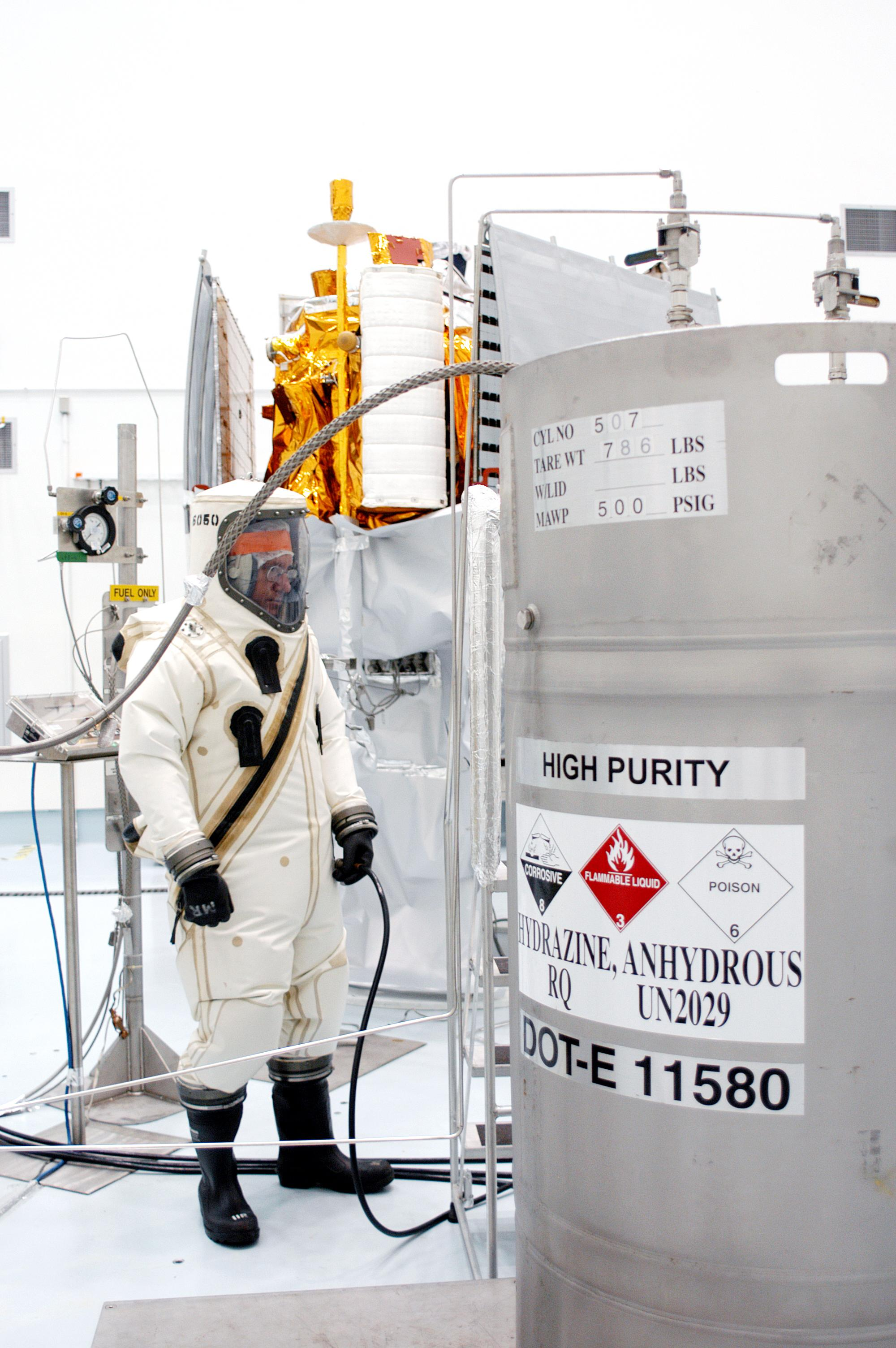
Nhiên liệu hypergolic hydrazine đang được nạp vào vệ tinhMESSENGER. Kỹ thuật viên bắt buộc phải mặc bộ đồ bảo hộ do tính độc hại của nhiên liệu.

Chất đẩy Hypergolic là một loại nhiên liệu tên lửa kết hợp sử dụng cho động cơ tên lửa, trong đó các thành phần thuốc phóng tên lửa này sẽ tự bốc cháy khi chúng tiếp xúc với nhau.
Hai thành phần chất đẩy tên lửa thường được sử dụng là nhiên liệu và chất oxy hóa. Ưu điểm chính của chất đẩy Hypergolic là chúng có thể giữ ở trạng thái chất lỏng ở nhiệt độ phòng và động cơ sử dụng chất đẩy Hypergolic dễ dàng được khởi động và đáng tin cậy hơn. Mặc dù được sử dụng phổ biến, chất đẩy hypergolic rất khó xử lý do tính độc và tính ăn mòn cực cao của chúng.
Theo cách nói hiện nay, thuật ngữ "hypergol" hoặc "hypergplic propellant" thường có nghĩa là sự kết hợp giữa dinitrogen tetroxide cộng thêm hydrazine và/hoặc dẫn xuất của chúng là monomethylhydrazine (MMH) và unsymmetrical dimethylhydrazine (UDMH).

## Lịch sử
Tổng công trình sư động cơ tên lửa Valentin Glushko đã từng thử nghiệm động cơ sử dụng chất đẩy hypergolic ngay từ năm 1931. Ban đầu nó được sử dụng như một chất hóa học để "đánh lửa hóa học" cho động cơ bằng điện cực phosphor tan trong carbon disulfide. Nhiên liệu chính của động cơ là kerosene/nitric acid.
Từ năm 1935, Giáo sư O. Lutz thuộc Học viện hàng không Đức đã thí nghiệm trên hơn 1000 loại nhiên liệu tự bốc cháy. Ông cùng với công ty Walter phát triển C-Stoff-chất sẽ tự bốc cháy khi gặp hydrogen peroxide đậm đặc. BMW cũng phát triển động cơ sử dụng nhiên liệu hypergolic trộn lẫn với axit nitric với nhiều cách kết hợp cùng với amin, xylidine và aniline.
Hypergolic được tìm ra độc lập, lần thứ ba, tại Mỹ bởi công ty GALCIT và Hải quân Mỹ vào năm 1940. Họ đã phát triển các động cơ sử dụng nhiên liện aniline và axit nitric. Robert Goddard, Reaction Motors, và Curtiss-Wright đã có những nghiên cứu trên động cơ sử dụng aniline/axit nitric từ đầu những năm 1940, sử dụng cho tên lửa cỡ nhỏ và các động cơ tên lửa hỗ trợ cất cánh (JATO).

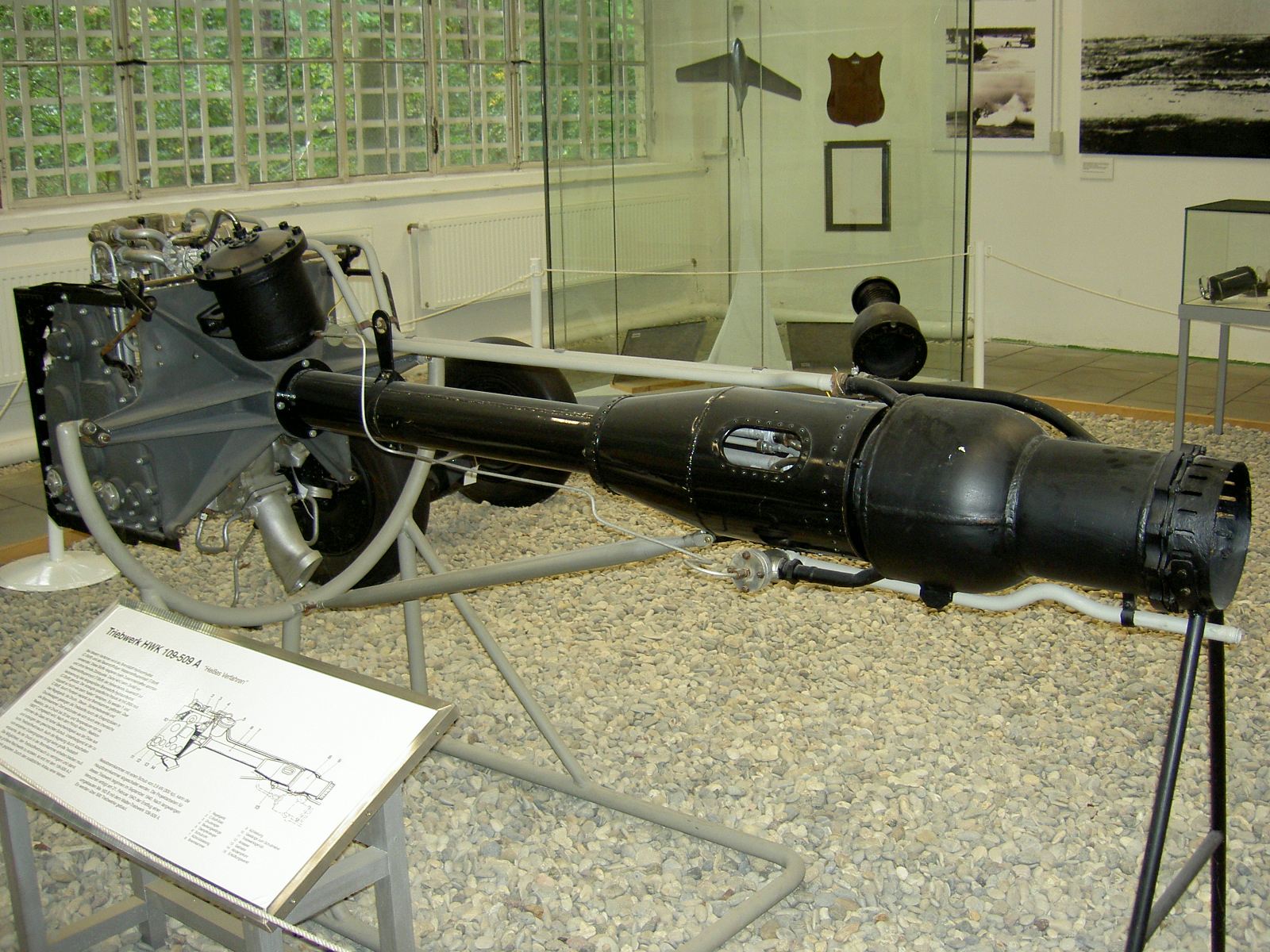
Động cơ tên lửa đầu tiên sử dụng nhiên liệu hypergolic, Walter 109-509A trong giai đoạn 1942–45.

Tại Đức từ giữa những năm 1930 đến hết chiến tranh thế giới thứ 2, nhiên liệu tên lửa được sử dụng rộng rãi là monergol, hypergol, non-hypergol và lithergol. Monergol là nhiên liệu tên lửa monopropellant, trong khi non-hypergols là nhiên liệu tên lửa bipropellant mà yêu cầu phải có sự kích hoạt phản ứng cháy từ bên ngoài, và lithergol là nhiên liệu hỗn hợp rắn-lỏng. Động cơ sử dụng nhiên liệu Hypergolic (hay ít ra là chất kích hoạt động cơ Hypergolic) ít bị hiện tượng quá áp động cơ khi khởi động động cơ, so với việc khởi động động cơ bằng điện hoặc bằng tia lửa. Thuật ngữ "hypergole" được đặt bởi Tiến sĩ Wolfgang Nöggerath, thuộc trường Đại học kỹ thuật Brunswick, Đức.
Động cơ tên lửa nhiên liệu hypergolic đã được trang bị trên máy bay Messerschmitt Me 163B Komet. Komet trang bị động cơ HWK 109-509, một động cơ với nhiên liệu là methanol/hydrazine kết hợp với high test peroxide làm chất oxy hóa (T-Stoff). Động cơ này có ưu điểm là giúp máy bay leo cao nhanh và chiến thuật đánh nhanh rút nhanh, tuy nhiên cái giá phải trả là nhiên liệu bay hơi nhanh cùng với việc động cơ có thể bị phát nổ bất cứ lúc nào. Một số máy bay khác cũng được trang bị động cơ tên lửa là Heinkel Julia và máy bay trinh sát DFS 228, trang bị động cơ Walter 509 nhưng ngoài Me 163, chỉ có máy bay tiêm kích cất cánh thẳng đứng Bachem Ba 349 Natter là từng được bay thử nghiệm với hệ thống đẩy tên lửa Walter như là hệ thống động lực chính sử dụng cho các mục đích quân sự.
Các thiết kế động cơ tên lửa đạn đạo thời kỳ đầu, như R-7 của Liên Xô, loại tên lửa đẩy đã phóng vệ tinh Sputnik 1, hay tên lửa Atlas và Titan-1 của Mỹ, sử dụng nhiên liệu kerosene và oxy lỏng. Mặc dù chúng được sử dụng chủ yếu như một loại phương tiện phóng vệ tinh vũ trụ, nhưng những khó khăn trong việc lưu trữ các chất siêu lạnh như oxy lỏng trong tên lửa vốn cần phải trực chiến trong thời gian hàng tháng hoặc hàng năm dẫn đến việc các kỹ sư chuyển sang sử dụng nhiên liệu hypergolic ở các tên lửa đời sau này như Titan II của Mỹ hoặc các tên lửa ICBM của Liên Xô như tên lửa R-36. Nhưng những loại nhiên liệu như vậy rất độc hại và có tính ăn mòn cao, nhiên liệu đã bị rò rỉ và gây ra vụ nổ silo phóng tên lửa Titan II. Do đó người ta đã dần thay thế bằng tầng khởi tốc sử dụng nhiên liệu rắn, ban đầu là đối với các tên lửa đạn đạo phóng từ tàu ngầm, sau đó là trên các ICBM phóng từ đất liền của Mỹ và Liên Xô.
Module mặt trăng của tàu Apollo, sử dụng trong việc hạ cánh lên mặt trăng, sử dụng nhiên liệu hypergolic cho động cơ hạ cánh và cất cánh.
Xu hướng thiết kế động cơ tên lửa ở các nước phương Tây là thường thiết kế động cơ hydro/oxy lỏng với hiệu suất cao, hơn là thiết kế động cơ hypergolic cỡ lớn. Các tên lửa từ Ariane 1 đến 4 sử dụng nhiên liệu hypergolic ở tầng đầu và tầng 2 đều đã ngừng hoạt động và được thay thế bởi Ariane 5, sử dụng nhiên liệu hydro lỏng và oxy lỏng ở tầng 1. Tên lửa Titan II, III và IV, với các tầng tên lửa sử dụng nhiên liệu hypergolic cũng đã bị loại bỏ. Các động cơ tên lửa nhiên liệu hypergolic được sử dụng rộng rãi ở các tầng đẩy bên trên của tên lửa khi cần kiểm soát sự đốt cháy nhiên liệu, có thể kích hoạt động cơ nhiều lần và trong hệ thống thoát hiểm.

## Đặc tính

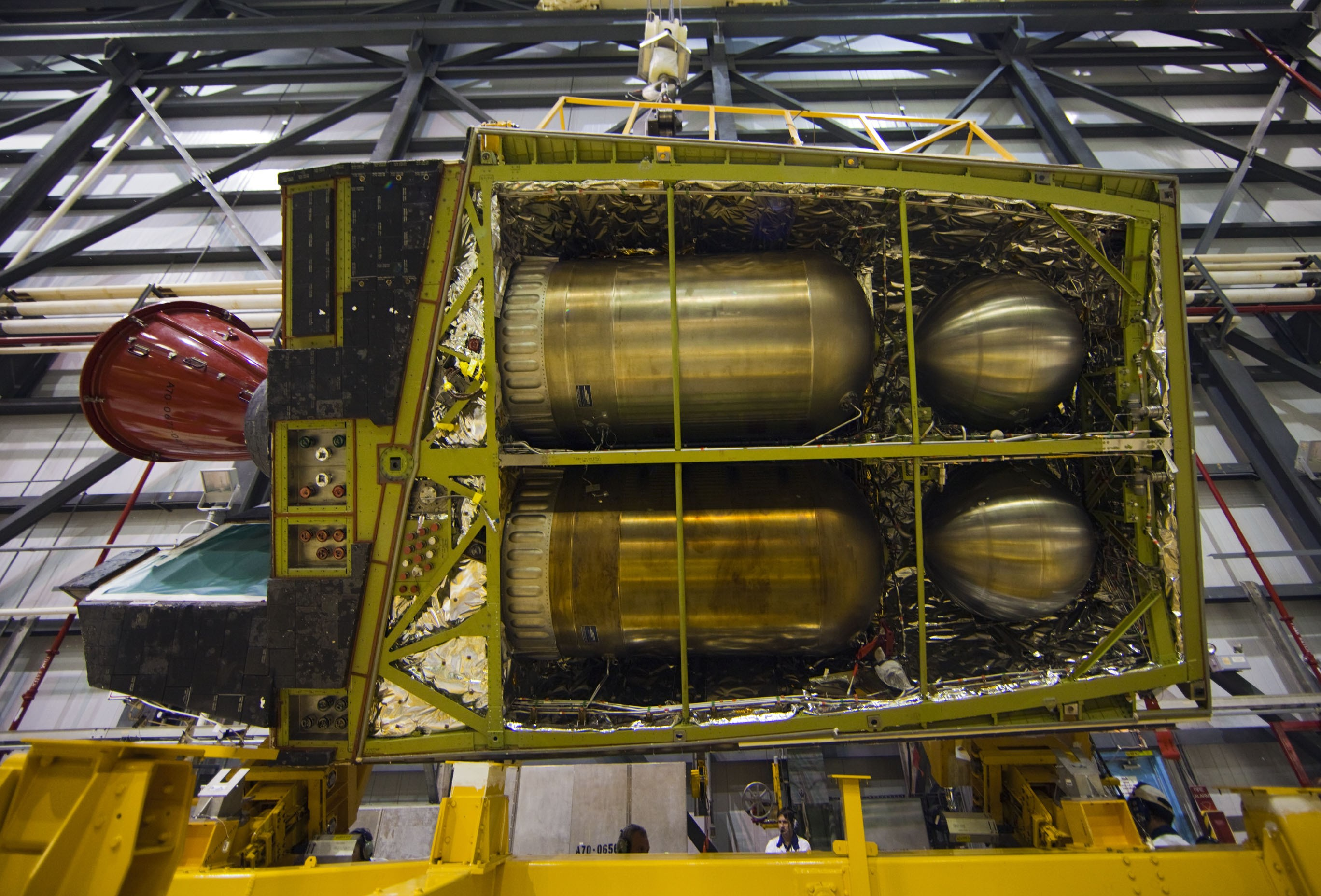
Thùng chứa chất đẩy hypergolic của hệ thống Orbital Maneuvering System tàu con thoi Endeavour

### Ưu điểm
Động cơ tên lửa sử dụng chất đẩy hypergolic thường đơn giản và có tính tin cậy cao vì chúng không cần hệ thống đánh lửa. Mặc dù các động cơ hypergolic cỡ lớn trong một số phương tiện phóng sử dụng bơm nhiên liệu, nhưng phần lớn động cơ hypergolic được cấp nhiên liệu tăng áp. Chất khí, thường là helium, sẽ được nạp vào bình nhiên liệu dưới một áp suất nhất định thông qua các van kiểm tra và van an toàn. Nhiên liệu sẽ đi qua van điều khiển và đi vào buồng đốt; tại đây, chúng sẽ ngay lập tức bốc cháy khi tiếp xúc nhau, loại bỏ khả năng các nhiên liệu chưa phản ứng hết bị ngưng tụ và bốc cháy chậm, dẫn đến việc động cơ bị nổ do quá áp.
Chất đẩy Hypergolic thường thấy nhất là hydrazine, monomethylhydrazine và dimethylhydrazine bất đối xứng, và chất oxy hóa là nitrogen tetroxide, đều là những chất lỏng trong điều kiện nhiệt độ và áp suất thông thường. Chúng thường được gọi là chất đẩy tên lửa lỏng có thể tích trữ-storable liquid propellants. Các loại nhiên liệu hypergolic được sử dụng trong động cơ tàu vũ trụ có sứ mệnh kéo dài nhiều năm liền. Trong khi các nhiên liệu siêu lạnh như oxy lỏng hay hydro lỏng được sử dụng làm nhiên liệu cho tên lửa đẩy do các động cơ chỉ cần hoạt động trong thời gian ngắn.Bởi vì tên lửa hypergolic không cần có hệ thống khởi động, nên động cơ hypergolic có khả năng khởi động và tắt chỉ đơn giản bằng cách mở và đóng van nhiên liệu cho đến khi nhiên liệu cạn kiệt, do đó nó rất phù hợp cho nhiệm vụ thay đổi quỹ đạo bay của tên lửa/tàu vũ trụ và sử dụng làm động cơ của các tầng tên lửa cao hơn, như trên tên lửa Delta II và Ariane 5, mà đòi hỏi kích hoạt động cơ nhiều lần. Tuy nhiên, cũng có động cơ không sử dụng chất đẩy hypergolic mà vẫn có khả năng bật tắt nhiều lần, như động cơ sử dụng nhiên liệu siêu lạnh (oxygen/hydrogen) RL-10 trên tên lửa Centaur và động cơ tên lửa J-2 trên tên lửa Saturn V. Động cơ Merlin sử dụng nhiên liệu RP-1/LOX Merlin trên tên lửa Falcon 9 cũng có khả năng khởi động lại.

### Nhược điểm
Tương ứng với khối lượng của chúng, các chất đẩy hypergolic truyền thống sinh ra ít năng lượng hơn là các nhiên liệu lỏng siêu lạnh Hydro lỏng/Oxy lỏng hoặc metan/oxy lỏng. Các phương tiện phóng tàu vũ trụ sử dụng chất đẩy hypergolic do đó phải mang theo nhiều nhiên liệu hơn so với các phương tiện sử dụng chất đẩy siêu lạnh thông thường.
Các đặc tính ăn mòn, độc hại và gây ung thư của nhiên liệu hypergolic đòi hỏi phải có các biện pháp đảm bảo an toàn khá tốn kém.

## Các sự kết hợp tạo thành nhiên liệu Hypergolic

### Phổ biến
- Aerozine 50 + nitrogen tetroxide (NTO) – được sử dụng rộng rãi trong các tên lửa của Mỹ, bao gồm Titan II; tất cả các động cơ trên Module mặt trăng của tàu Apollo cũng sử đều sử dụng nhiên liệu này cùng với hệ thống đẩy trên module phục vụ Apollo. Aerozine 50 là hỗn hợp của UDMH và 50% hydrazine (N2H4).[8]
- Unsymmetrical dimethylhydrazine (UDMH) + nitrogen tetroxide (NTO) – thường được sử dụng trên các tên lửa của Roscosmos, ví dụ như tên lửa Proton. Pháp sử dụng nhiên liệu này trên tầng 1 và 2 của tên lửa Ariane 1 (sau này được thay thế bởi UH 25). Chúng cũng được ISRO sử dụng làm nhiên liệu cho động cơ Vikas.[9]
- Monomethylhydrazine (MMH) + nitrogen tetroxide (NTO) – dùng cho các động cơ cỡ nhỏ trên module chỉ huy tàu Apollo, hệ thống OMS và RCS trên tàu chon thoi;[10] hệ thống EPS trên tên lửa Ariane 5;[11] động cơ Draco sử dụng trên tàu SpaceX Dragon.[12]
- Tonka (TG-02, xấp xỉ 50% triethylamine và 50% xylidine) thông thường được oxy hóa bởi nitric acid hoặc nitric oxide (ký hiệu chung là AK-2x) ví dụ AK-20F (80% HNO3 và 20% N2O4 cùng với chất ức chế).
- Triethylborane/triethylaluminium (TEA-TEB) + liquid oxygen – được sử dụng trong quá trình khởi động một số loại động cơ sử dụng nhiên liệu oxy lỏng, được sử dụng trên động cơ Merlin của SpaceX hay động cơ F1 của Rocketdyne.

### Ít phổ biến
- Hydrazine + nitric acid (Độc hại nhưng ổn định),[13]
- Aniline + nitric acid (Không ổn định, dễ nổ), sử dụng trên WAC Corporal[cần dẫn nguồn].
- Aniline + hydrogen peroxide (nhạy nổ với bụi).
- Furfuryl alcohol + IRFNA (hoặc red fuming nitric acid).
- Turpentine + IRFNA (sử dụng trên tầng đẩy đầu tiên của tên lửa Diamant A của Pháp).
- UDMH + IRFNA – sử dụng trên tên lửa MGM-52 Lance.
- T-Stoff (>80% peroxide) + C-Stoff (methanol, hydrazine, nước, xúc tác) – Messerschmitt Me 163, sử dụng làm nhiên liệu cho động cơ Walter 109-509A.
- Kerosene + (high-test peroxide + xúc tác) – động cơ tên lửa Gamma, với peroxide trước tiên được phân hủy bởi chất xúc tác. Hydrogen peroxide và kerosene không phải là nhiên liệu hypergolic, nhưng hydrogen peroxide nồng độ cao (HTP) được phân hủy bởi chất xúc tác làm giải phóng oxy và hơi nước ở nhiệt độ hơn 700 °C (1.300 °F) là chất hypergolic cùng với kerosene.[14]
- Tetramethylethylenediamine + IRFNA – Ít độc hại hơn để thay thế Hydrazine và các dẫn xuất của nó.
- Pentaborane(9) và diborane + nitrogen tetroxide – Pentaborane(9), còn gọi là Zip fuel, được sử dụng cùng với nitrogen tetroxide trên động cơ RD-270M.
- Chlorine trifluoride (ClF3) + các loại nhiên liệu khác – thường được sử dụng như chất oxy hóa, tạo ra nhiên liệu hypergolic cùng với các loại nhiên liệu thông thường, nhưng loại nhiên liệu này đã bị loại bỏ do không đảm bảo an toàn.[15]

## Các công nghệ có liên quan
Pyrophoric, chất khởi động tự phát khi có không khí, cũng được sử dụng làm nhiên liệu động cơ tên lửa hoặc dùng để kích hoạt các loại nhiên liệu khác. Ví dụ hỗn hợp gồm triethylborane và triethylaluminium (tự bốc cháy khi gặp nhau), đã được sử dụng để khởi động động cơ của chiếc SR-71 Blackbird và động cơ F-1 trên tên lửa đẩy Saturn V, chúng cũng được sử dụng trên động cơ Merlin của tên lửa SpaceX Falcon 9.